# Coll del Bergús
|  | Per a altres significats, vegeu «Bergús (desambiguació)». |

El Coll del Bergús és una collada que es troba dins del terme municipal d'Espot, a la comarca del Pallars Sobirà, dins del Parc Nacional d'Aigüestortes i Estany de Sant Maurici.

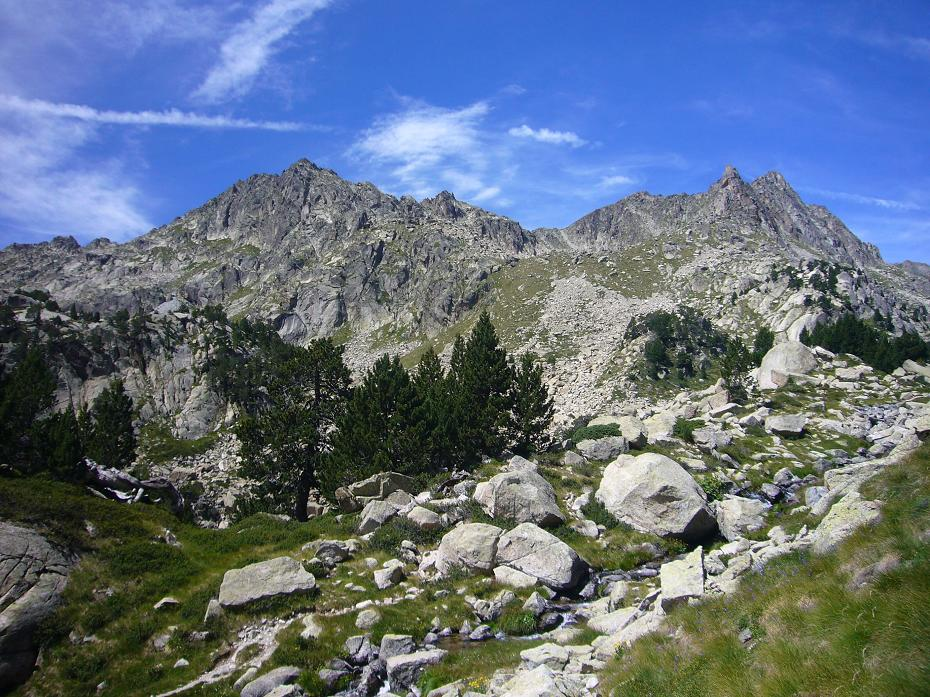
(Imatge amb anotacions)

El nom «pot provenir del ribagorçà i aranès bergàs, que designa un aprés, lloc destinat a munyir el bestiar».
El coll està situat a 2.669,3
metres d'altitud, entre el Gran Tuc de Crabes al nord-oest i el Cap de Crabes al sud; comunica Colomèrs d'Espot (SO) i la Coma del Bergús (NE).

## Rutes[3]
Dues són les principals:
- Per la Vall de Ratera: abandonant el GR 11, en el seu ascens al Port de Ratera d'Espot, per damunt de l'Estany de les Obages de Ratera, per agafar la Canal del Bergús que puja direcció oest.
- Per Colomers d'Espot: des dels Estanys Gelats del Bergús.